# Caracolí
Caracolí este un municipiu din departamentul Antioquia, Columbia.